# 鈴木隣
鈴木 隣（すずき ちかし、1959年1月29日 - ）は、日本のサッカー指導者。かつて北マリアナ諸島代表の監督を務めた。現在、スリランカU-16代表の監督を務めている。

## 経歴
高校時代には国体少年の部の宮城県代表に選出され、その後日本大学へ進学した。日本大学卒業後は教師として県下のサッカー部を指導した他、東北社会人サッカーリーグに所属する松島クラブにも在籍した。
その後、ドイツに渡り、監督経験を積みながら1995年にドイツサッカー連盟公認A級コーチライセンスを取得、1998年にはJFA公認S級コーチライセンスを取得した。
2012年には7月から12月までであるが、サッカー北マリアナ諸島代表の監督を務めた。
その後、サッカースリランカ女子代表の監督となったが、2015年3月11日に行われたサッカーミャンマー女子代表戦で16-0の惨敗を喫し、スリランカ女子代表史上最悪の戦績を更新した。